# دوکوزاوغول (آرتوین)
دوکوزاوغول (به ترکی استانبولی: Dokuzoğul) یک منطقهٔ مسکونی در ترکیه است که در آرتوین واقع شده‌است. دوکوزاوغول ۸۳ نفر جمعیت دارد.